# Canny-sur-Thérain
Canny-sur-Thérain település Franciaországban, Oise megyében. Lakosainak száma 224 fő (2022. január 1.). Canny-sur-Thérain Campeaux, Saint-Samson-la-Poterie, Grumesnil, Haussez és Formerie községekkel határos.

## Népesség
A település népességének változása:
| Lakosok száma | 222  | 230  | 232  | 228  | 227  | 226  | 225  | 223  | 224  |
|               | 2013 | 2015 | 2016 | 2017 | 2018 | 2019 | 2020 | 2021 | 2022 |